# Eduard Tigges
Eduard Tigges (* 13. Januar 1874 in Sachsenberg bei Schwerin; † 27. Juni 1945 in Wuppertal-Barmen) war von 1922 bis 1933 Präsident des Kammergerichtes.

## Leben
Eduard Tigges war der Sohn von Wilhelm Tigges, eines Arztes an der Anstalt Sachsenberg, und späteren Geheimen Medizinalrats in Düsseldorf, und seiner Frau Louise, geborene Schramm zu Sachsenberg, und hatte dementsprechend die Gymnasien in Schwerin und Düsseldorf besucht. Nach kürzeren Aufenthalten an den Universitäten Marburg, Straßburg und Heidelberg blieb er drei Semester in Bonn. Seine Staatsprüfungen legte er in Düsseldorf ab, hier war er auch ab 1900 am Amtsgericht tätig, nachdem er 1895 in Göttingen mit einer Dissertation über den "Concursus duarum causarum lucrativarum" promoviert hatte. Im Jahre 1905 wurde er Landrichter. Aus seiner Düsseldorfer Heimat wurde er 1911 für zehn Jahre als vortragender Rat in das Justizministerium versetzt, wo er 1915 Geheimer Justizrat wurde. Im Jahre 1921 kehrte er als Präsident des Oberlandesgerichts nach Düsseldorf zurück, doch schon am 5. August 1922 wurde er abermals nach Berlin berufen, diesmal als Präsident des Kammergerichts. Bis zur Machtergreifung der Nationalsozialisten war Eduard Tigges gemeinsam mit dem Staatssekretär des Reichsjustizministeriums Curt Joël treibende Kraft der Weimarer Reform zum Ehegüterrecht und Anhänger der Zugewinngemeinschaft. Ein Rechtsreformmodell, das insbesondere von der damaligen deutschen Frauenbewegung und den ersten deutschen Juristinnen favorisiert wurde. In den elf Jahren seiner Amtsführung bestätigte das Kammergericht erneut seinen alten, unantastbaren Ruf als unabhängiger Gerichtshof. Tigges setzte sich als Kammergerichtspräsident für die Berufung einer der ersten deutschen Juristinnen, Marie Munk, als erste Richterin in Berlin ein.
Als Mensch hochgeachtet, als Visitator der ihm unterstellten Gerichte gefürchtet, war Eduard Tigges nicht der Mann nach dem Geschmack der neuen Machthaber: im Juni 1933 wurde er zwangsweise in den Ruhestand versetzt. Er blieb in Berlin, bis Bomben sein Heim im Grunewald zerstörten. Dann fand er Aufnahme bei Angehörigen in Barmen, wo er bald darauf starb. Er ist in dem Düsseldorfer Erbbegräbnis der Familie beigesetzt.

## Ernennung zum Präsidenten
In dem noch erhaltenen handschriftlichen Begleitschreiben des Preußischen Justizministers am Zehnhoff heißt es unter dem 5. August 1922:

„Sehr verehrter Herr Chefpräsident!
In seiner heutigen Sitzung hat das Preußische Staatsministerium Ihre Ernennung zum höchsten richterlichen Beamten des Landes beschlossen. Indem ich Ihnen zu dieser Ehrung gratuliere, danke ich Ihnen gleichzeitig herzlich dafür, daß Sie sich auf meine dringende Bitte unter Hintansetzung Ihrer persönlichen Interessen entschlossen haben, den liebgewonnenen Posten in Düsseldorf zu verlassen und an das Kammergericht überzusiedeln. Nach meiner Überzeugung werden Sie dem Vaterlande hier noch mehr nützen können als in Düsseldorf.
In vorzüglicher Hochachtung mit bestem Gruß
Ihr ergebenster am Zehnhoff.“

## Absetzung durch die Nationalsozialisten
Der Kammergerichtspräsident Eduard Tigges hatte sich bei den Rechtsradikalen missliebig gemacht, weil der große Disziplinarsenat des Gerichts unter seinem Vorsitz zwei zur Rechten gehörigen Richter Hoffmann und Kölling (zu den Hintergründen: Magdeburger Justizskandal) dienststrafrechtlich verurteilt hatte.

„Das Urteil, das Kammergerichtspräsident Tigges mit klassischer Klarheit und knapper Vollständigkeit begründete, verbindet rücksichtslose Entschiedenheit und Deutlichkeit in der Sache selbst mit Menschlichkeit und Milde gegen die angeschuldigten Personen (...) Niemand, der der feierlichen Urteilsverkündung in dem großen Plenarsaal des Kammergerichts gefolgt ist, wird die Minuten sobald vergessen. Es waren nicht nur menschliche Schicksale, die sich hier vollendeten, es war auch ein Werk der Selbstreinigung der Justiz.“

Die SA drang mit Gewalt ins Kammergericht ein, um jüdische Richter und Anwälte herauszuholen. Die Polizei blieb untätig. Einige drangen in die dort gelegene Dienstwohnung ein. Andere versuchten, auf der Kuppel des Gerichts die Hakenkreuzfahne zu hissen. Ohne Erfolg, da der Präsident rechtzeitig die Schlüssel zum Aufgang an sich genommen hatte. Der neu ernannte Justizminister Kerrl, zuvor Justizbeamter des mittleren Dienstes, war angeblich nicht erreichbar. Spontan fuhr der Präsident zum Ministerium, um das Eingreifen des verantwortlichen Mannes zu erzwingen. Dieser verweigerte ihm das Gespräch, indem er sich nicht blicken ließ. Darauf trat der Kammergerichtspräsident unter Protest von seinem Amt zurück, einmalig in der Geschichte der preußischen Justiz! Wochenlang suchten die Machthaber ohne Erfolg nach belastendem Material. Dann wurde er „mit dem Dank des Vaterlandes“ binnen 24 Stunden in den Ruhestand versetzt.